# Dispraxia
Dispraxia (do grego "dys", dificuldade e "praxia", agir),  transtorno específico do desenvolvimento motor(CID-10) ou transtorno da coordenação motora(DSM-5) é uma disfunção neurológica que impede o cérebro de desempenhar os movimentos corretamente. O termo dispraxia verbal do desenvolvimento refere-se a uma dificuldade para articular a fala distinta da dispraxia, tratada neste artigo. Aproximadamente 5% das crianças possui esse transtorno e é quatro vezes mais comum em meninos.
Segundo a Associação Americana de Psiquiatria(APA), trata-se de um comprometimento acentuado da coordenação motora que interfere significativamente nas atividades da vida diária e no rendimento escolar. Pode ser definida também como um comprometimento importante na organização motora ampla e fina, que pode inclusive comprometer a articulação e a fala. Apresentam-se como uma dificuldade de organizar e planear os movimentos intencionalmente, ou na sequência correta.
É popularmente chamada de "síndrome do desastrado". Seus sintomas são a falta de coordenação motora, falta de percepção de três dimensões e equilíbrio. A criança "dispráxica" tem uma falta de organização do movimento. É possível confundir-se, às vezes, com a debilidade motora, pelo qual é necessário um bom diagnóstico. Diferencia-se de outras condições que alteram a coordenação motora por não haver lesão neurológica.
As áreas que sofrem mais alterações são as do esquema corporal e a orientação temporo-espacial. Em alguns casos a linguagem não é afetada, a criança com dispraxia frequentemente apresenta fracasso escolar, pois a escrita é a área mais comprometida.

## Sintomas
A criança dispráxica apresenta mais dificuldades em subir e descer escadas, aprende a usar o banheiro mais lentamente que os seus pares, tem dificuldades no manuseio de quebra-cabeças, de vestir-se e de usar talheres nas refeições, tende a colidir ou esbarrar em objetos. Pode apresentar dificuldades na localização espacial, como encontrar o caminho em prédios grandes. Na escola, apresenta dificuldades na escrita, como segurar o lápis ou posicionar as letras, planeamento do desenho e em atividades físicas. A fluência na escrita é difícil para estas crianças. Atividades de higiene podem ser difíceis, bem como vestir-se, abotoar e desabotoar, o que impacta na organização da aparência pessoal. Na vida social, a falta de coordenação motora pode inibir a criança de participar de brincadeiras com seus pares e a participação em jogos de equipe e predispor a acidentes..

## Causas
As causas da dispraxia não estão bem estabelecidas. Atribui-se a falhas nas conexões neuronais, o que gera a lentidão do processamento cerebral das informações. Caso estas alterações afetem a integração sensorial dos diferentes sentidos corporais, o planeamento motor pode ser afetado.
Em 50% dos casos está associado a Transtorno do déficit de atenção e hiperatividade(TDAH) ou outro transtorno de aprendizagem (como acalculia, disgrafia, dislexia) e com problemas na memória de trabalho, armazenada no hipocampo, ou na memória de procedimentos, armazenada no cerebelo.

## Diagnóstico
A Associação Americana de Psiquiatria tem quatro critérios diagnósticos primários inclusivos para determinar se uma criança tem um distúrbio de coordenação do desenvolvimento. Os critérios são os seguintes:
- A Coordenação Motora é bastante reduzida, embora a inteligência da criança é normal para a idade.
- As dificuldades que a criança experimenta com a coordenação motora ou planejamento interferem no cotidiano da criança.
- As dificuldades de coordenação não são devidas a outra condição médica (como paralisia, autismo, intoxicação, meningite, labirintite, problemas de visão...)
- Se a criança também tiver comorbidades, como retardo mental; coordenação motora ainda é desproporcionalmente afetada

O diagnóstico deve ser feito por um médico porque descoordenação motora(ataxia) pode ser sintoma de uma infecção, tumor, intoxicação, síndrome metabólico ou efeito colateral de uma droga. Deve-se examinar o sistema sensorial (visão, equilíbrio, propriocepção e tato), o sistema neurológico e o sistema esqueleto-articulo-muscular.

## Tratamento
O ideal é a abordagem multidisciplinar, que envolve fisioterapeuta, terapeuta ocupacional, fonoaudiólogo e psicólogo educacional. Exercícios físicos específicos podem auxiliar o desenvolvimento da consciência corporal e o planeamento das tarefas motoras. Abordagens multissensoriais auxiliam a aprendizagem da escrita. Técnicas comportamentais podem ajudar no desenvolvimento de habilidades sociais, sobretudo a comunicação não verbal.
Crianças com dispraxia podem aprender a digitar com destreza e rapidez, assim, com o uso do computador, o fracasso escolar pode ser superado, considerando que a parte cognitiva não é afetada.
Existem experiências em andamento que jogos com a tecnologia kinect possam ajudar muito, pois em alguns casos, a falta de progresso pode estar mais relacionada com a baixa auto-estima e o receio de exposição ao fracasso, assim, o treinamento com esses equipamentos tem trazido algum resultado.